# SV Waldkirch
Der SV Waldkirch ist ein Sportverein aus der südbadischen Stadt Waldkirch im Landkreis Emmendingen (Baden-Württemberg). Der Verein hat 1800 Mitglieder, die in den Abteilungen Fechten, Handball, Leichtathletik, Schwerathletik, Schwimmen, Tischtennis, Turnen und Volleyball aktiv sind.

## Gesamtverein
Der SV Waldkirch ist ein Mehrspartenverein mit einem breiten Angebot und rund 1800 Mitgliedern im Jahr 2016, davon über 800 Kinder und Jugendliche. Er gehört zu den 20 größten Sportvereinen in Baden.
Acht Abteilungen bieten ein vielfältiges Sportangebot. Rund 60 lizenzierte Übungsleiter und Betreuer bieten wöchentlich etwa 200 Stunden angeleiteten Sport für jedes Alter an, vom Kleinkind bis zu den Senioren.
Der SV Waldkirch nutzt die Sportanlagen der Stadt Waldkirch, vor allem das städtische Stadion mit Rasen- und Kunstrasenplatz, sechs Kunststoffbahnen und überdachter Tribüne sowie mehrere Sporthallen.
Mitglieder des SV Waldkirch haben als Spitzensportler bei nationalen und auch internationalen Meisterschaften gute Platzierungen erzielt. Trotzdem sieht der Verein seinen Schwerpunkt im Jugend- und Breitensport. Darüber hinaus nehmen jährlich zahlreiche Mitglieder und Nichtmitglieder an der Sportabzeichenaktion des SVW teil.

### Geschichte
In der Nachkriegszeit verfügte die Besatzungsmacht, dass es in einer Gemeinde nur einen Verein geben darf und erteilte am 5. Mai 1946 dem Sportverein Waldkirch e. V. die Genehmigung zur Vereinsgründung. Am 28. Juni 1946 trafen sich etwa siebzig Waldkircher Sportler in der „Arche“, um den Sportverein Waldkirch aus der Taufe zu heben. Der Vorgängerverein des SV Waldkirch war der 1908 gegründete und 1945 aufgelöste FC Waldkirch.
Otto Rambach wurde der 1. Vorsitzende des SVW. Ihm zur Seite standen Walter Roeder als 2. Vorsitzender, Walter Boch als Geschäftsführer und Max Kahle als Hauptkassierer.
Die Abteilungsleiter waren: Josef Kleile (Fußball), Arnaldo Zanetti (Turnen), Hermann Engler (Leichtathletik), Georg Ruf (Schwerathletik), Walter Schreier (Schwimmen) und Erich Ringwald (Tischtennis).
- 1947 Eingliederung der Handballabteilung.
- 1957 Gründung der Fechtabteilung.
- 1974 Gründung der Volleyballabteilung.
- 1983 Gründung der Koronargruppe.
- 1986 Gründung der Triathlongruppe innerhalb der Abteilung Leichtathletik.[2]
- 2016 Auflösung der Abteilung Fußball. Die Fußballer gründen einen eigenen Verein, den FC Waldkirch.[3][4]

## Fechten
Die Fechtabteilung des SV Waldkirch wurde am 16. Dezember 1956 durch Sepp Mack gegründet. Wenige Jahre danach war Waldkirch in der Fechtwelt bekannt. Seit den 1970er Jahren erreichen die Fechterinnen und Fechter beachtliche nationale und internationale Erfolge. Im September 2013 erfolgte die Auszeichnung als „Nachwuchszentrum Leistungsfechten“ des Deutschen Fechter-Bundes. Dieses Niveau wird durch eine breite Nachwuchsförderung und eine gezielte Unterstützung von Talenten erreicht.

### Geschichte
- Gründung am 26. Dezember 1956. Sepp Mack war Initiator, langjähriger Trainer und Vorstand
- 1957: Das erste Training fand auf der Turnhallen-Empore der Schwarzenbergschule statt. Erstes eigenes Turnier in Waldkirch.
- 1958: Training im „Kreuz-Saal“; 4./5. Juli Fechtländerkampf in Waldkirch: Baden-Württemberg – Schweiz.
- 1972: Tragödie um Rudi Maier, dem hoffnungsfrohen Talent bei den Olympischen Spielen in München, der während des Turnieres zusammenbricht und seither querschnittsgelähmt ist.
- 1976: Deutschland-Schweiz Benefiz Fecht-Länderkampf in Waldkirch zugunsten von Rudi Maier.
- 1977: Die Kastelberghalle wird bereits beim Bau mit der erforderlichen Technik zur Austragung von Fechtturnieren ausgestattet.
- 1980: Erster Weltcup Florett-Damen, erste deutsche Meisterschaften in allen Waffen in Waldkirch.
- 1980: Gründung des Fördervereins Fechten in Waldkirch e. V.
- Seit dieser Zeit hat der SV Waldkirch zahlreiche Fechterinnen und Fechter hervorgebracht, die bei sehr vielen nationalen und internationalen Turnieren Medaillenplätze erreichten.[5]

### Größte Erfolge
| Jahr | Name                 | Platzierung | Anmerkungen |
| ---- | -------------------- | --- | --- |
| 1971 | Spiess, Günter       | 1. Platz deutsche Meisterschaften (Rollstuhlfechten) | |
| 1976 | Spiess, Günter       | 1. Platz Paralympics | |
| 1977 | Beckmann, Manfred    | 2. Platz Weltmeisterschaften Junioren-Herren 2. Platz Europameisterschaften Junioren-Herren Herren                                                                                         | |
| 1979 | Beckmann, Manfred    | 2. Platz Europameisterschaften Mannschaft Aktive-Herren | |
| 1980 | Spiess, Günter       | 1. Platz Paralympics | |
| 1984 | Spiess, Günter       | 1. Platz Paralympics 3. Platz Paralympics Mannschaft Florett | |
| 1988 | Spiess, Günter       | 2. Platz Paralympics Mannschaft Degen 2. Platz Paralympics Mannschaft Florett | |
| 1990 | Weber-Kranz, Esther  | 1. Platz deutsche Meisterschaften (Rollstuhlfechten) | |
| 1991 | Weber-Kranz, Esther  | 1. Platz deutsche Meisterschaften (Rollstuhlfechten) | |
| 1992 | Weber-Kranz, Esther  | 2. Platz Paralympics 1. Platz deutsche Meisterschaften (Rollstuhlfechten) | |
| 1992 | Spiess, Günter       | 2. Platz Paralympics Mannschaft Florett 3. Platz Paralympics Mannschaft Degen | |
| 1994 | Weber-Kranz, Esther  | 1. Platz deutsche Meisterschaften (Rollstuhlfechten) | |
| 1996 | Weber-Kranz, Esther  | 3. Platz Paralympics Degen 2. Platz Paralympics Mannschaft Degen 3. Platz Paralympics Florett 3. Platz Paralympics Mannschaft Florett 1. Platz deutsche Meisterschaften (Rollstuhlfechten) | |
| 1996 | Hertrich, Monika     | 2. Platz Olympische Spiele Mannschaft Degen 3. Platz Olympische Spiele Mannschaft Florett                                                                                                  | |
| 1997 | Weber-Kranz, Esther  | 1. Platz deutsche Meisterschaften (Rollstuhlfechten) | |
| 1998 | Weber-Kranz, Esther  | 1. Platz deutsche Meisterschaften (Rollstuhlfechten) | |
| 2000 | Weber-Kranz, Esther  | 2. Platz Paralympics Florett 3. Platz Paralympics Degen 2. Platz Paralympics Mannschaft Florett 1. Platz deutsche Meisterschaften (Rollstuhlfechten)                                       | Als besondere Ehrung ist Esther Weber bei den Paralympics 2012 in London Fackelträgerin über die Tower-Bridge und wird vom Londoner Bürgermeister Boris Johnson empfangen. |
| 2001 | Blattmann, Katharina | 1. Platz deutsche Meisterschaften B1-Damen | |
| 2002 | Weber-Kranz, Esther  | 1. Platz deutsche Meisterschaften (Rollstuhlfechten) | |
| 2003 | Weber-Kranz, Esther  | 2. Platz Europameisterschaften (Rollstuhlfechten) 3. Platz Europameisterschaften (Rollstuhlfechten) 1. Platz deutsche Meisterschaften (Rollstuhlfechten)                                   | |
| 2009 | Frohnmüller, Jens    | 3. Platz Europameisterschaften | |
| 2012 | Ehler, Alexandra     | 1. Platz deutsche Meisterschaften, A-Damen | |
| 2019 | Ruppenthal, Julius   | 1. Platz deutsche Meisterschaften, A-Herren | |

## Fußball

### Geschichte
Der Vorgängerverein des SV Waldkirch, der FC Waldkirch, spielte in der Saison 1939/40 in der Staffel Freiburg der Gauliga Baden.
Die A-Mannschaft der Fußballabteilung spielte in den 1960er Jahren in der 1. Amateurliga Südbaden. Dort konnte der Verein 1969 und 1970 den Meistertitel erringen. Die Aufstiegsspiele in die damalig zweitklassige Regionalliga Süd wurden nicht erfolgreich absolviert. 1972 konnte der Klub durch ein 2:1 nach Verlängerung gegen den Offenburger FV erstmals den südbadischen Verbandspokal gewinnen. Damit qualifizierte sich der SV Waldkirch für die 1. Runde des süddeutschen Pokals, dort unterlag er dem Karlsruher SC vor 2200 Zuschauern mit 0:5. 2014 wurde der Klub durch ein 4:0 gegen den FC Bötzingen zum zweiten Mal südbadischer Pokalsieger und erreichte damit den DFB-Pokal 2014/15, in dem man in der ersten Runde an der SpVgg Greuther Fürth scheiterte.

### Auflösung der Abteilung
Die Fußballabteilung des SV Waldkirch löste sich per Beschluss vom 26. November 2015 am 30. Juni 2016 auf und trat dem am 11. Januar 2016 gegründeten FC Waldkirch bei.
Die erste Fußballmannschaft des Vereins spielt derzeit in der Landesliga Südbaden, Staffel 2.

### Größte Erfolge
- Meister der 1. Amateurliga Südbaden: 1969, 1970
- Südbadischer Pokalsieger: 1972, 2014
- Qualifikation zur 1. Runde des DFB-Pokal 2014/15

## Handball
Die Handballabteilung gehört zu den Gründungsabteilungen des SV Waldkirch. Seit 1998 sind die Handballer in einer Spielgemeinschaft mit der Handballabteilung des TV Denzlingen, der SG Waldkirch-Denzlingen, organisiert.
Von Beginn an liegt das Augenmerk auf der Jugendförderung. So nehmen aktuell über 200 Mädchen und Jungen im Alter von 5 bis 18 Jahren am Trainingsbetrieb teil. Mit 15 Wettkampfmannschaften sind die Handballer absolute Spitze in Südbaden. Auf dieser Basis gründen 2 Damen- und 4 Herrenmannschaften. Aktuell spielen die 1. Damen in der Bezirksklasse und die 1. Herren in der Südbadenliga.

## Leichtathletik
Es trainieren über 250 Sportler in 14 Gruppen im Alter von 4 bis 70 Jahren bei den Leichtathleten des SV Waldkirch. Darüber hinaus organisiert die Abteilung regelmäßig Wettkämpfe wie z. B. Hallen-Mehrkämpfe und den Kandelberglauf.

## Schwerathletik

### Geschichte
Im Jahre 1897 gründeten 9 sportbegeisterte Männer im Gasthaus „Rebstock“ den Athletenverein Waldkirch. Da es zu dieser Zeit noch keine städtische Turnhalle gab, fanden die sportlichen Aktivitäten im Gasthaus „Alte Post“ statt.
Durch die beiden Weltkriege verlor der Athletenverein viele seiner Sportkameraden. Dennoch gelang es einigen Unentwegten das Vereinsschiff wieder in Fahrt zu setzen.
1946 trat der Athletenverein Waldkirch in den Sportverein Waldkirch ein.
In der Schwerathletik–Abteilung des SV Waldkirch wurden außer Ringen noch Gewichtheben und Rasenkraftsport angeboten.
Die Jugendlichen und Aktiven konnten seither unzählige Bezirks- und Landesmeistertitel im Ringen und Gewichtheben erkämpfen. Auch auf nationalen Meisterschaften wurden viele Podestplätze erkämpft. Ein sportlicher Höhepunkt war der dritte Platz der A-Jugendmannschaft bei den deutschen Mannschaftsmeisterschaften 1988 in Schramberg. Einige Sportler waren auch international für den SV Waldkirch unterwegs. So nahmen Franz Hais und Manfred Stork 1959 an den Ausscheidungskämpfen für die Olympischen Spiele 1960 in Rom teil.
1967 konnte die Schwerathleten ihr 70-jähriges Jubiläum feiern. Zu diesem Anlass fand ein Freundschaftskampf in der Waldkircher Stadthalle statt, an dem auch die Schifferstädter Mannschaft mit den Olympioniken Paul Neff sowie dem legendäre „Kran von Schifferstadt“ Wilfried Dietrich teilnahmen.
Die Schwerathletikabteilung des SV Waldkirch hat unzählige Landes – und auch deutschen Meisterschaften ausgerichtet.
Seit 2003 ringen der SV Waldkirch und ASV Kollnau gemeinsam in der Ringergemeinschaft RG Waldkirch–Kollnau. Der Verein rang etliche Jahre in der Regionalliga Baden-Württemberg. Dies ist in Deutschland derzeit die dritthöchste Leistungsklasse.

### Größte Erfolge
| Deutsche Meister | Deutsche Meister | Deutsche Meister     | Deutsche Meister | Deutsche Meister |
| ---------------- | ---------------- | -------------------- | ---------------- | ---------------- |
| 1962             | Peter Fischer    | SV Waldkirch         | Jugend           | Gewichtheben     |
| 1973             | Konrad Hechinger | SV Waldkirch         | Schüler          | 48 Kg. gr. röm.  |
| 1985             | Herman Klausmann | SV Waldkirch         | Altersklasse     | Gewichtheben     |
| 1989             | Oliver Geipel    | SV Waldkirch         | Jugend A         | 46 Kg. Freistil  |
| 2004             | Joscha Gantert   | RG Waldkirch-Kollnau | Jugend B         | 42 Kg. Freistil  |
| 2005             | Michael Kaufmehl | RG Waldkirch-Kollnau | Junioren         | 84 Kg. Freistil  |
| 2010             | David Wehrle     | RG Waldkirch-Kollnau | Jugend B         | 69 Kg. Freistil  |
| 2011             | Marius Quinto    | RG Waldkirch-Kollnau | Jugend B         | 54 Kg. Freistil  |
| 2013             | Marius Quinto    | RG Waldkirch-Kollnau | Jugend A         | 63 Kg. Freistil  |
| 2014             | Xenia Burger     | RG Waldkirch-Kollnau | Mannschaft       | Südbaden         |

- 1988 errang die Jugendmannschaft des SV Waldkirch den 3. Platz bei den deutschen Mannschaftsmeisterschaften in Schramberg

## Schwimmen
Die Schwimmabteilung in Waldkirch wurde 1923 gegründet. Gründungsväter waren: Wilhelm Wick, Franz Dierle, Heiner Schörk, Ernst Bayer, und Max Kellmayer.
Wilhelm Wick wurde erster Vorsitzender. Das Schwimmbad war damals die Elz.
Die Schwimmabteilung zählt heute über 100 Mitglieder. Die aktiven Schwimmer werden je nach Alter und in 3 Gruppen eingeteilt.
Die Gruppe 3 nimmt über das Jahr hinweg an zahlreichen Wettkämpfen teil und erreichte auch Erfolge auf badischer Ebene.

### Geschichte
- 1946 Eingliederung in den Sportverein Waldkirch
- 1949 Bau eines neuen Schwimmbades in der Merklinstraße
- 1955 wurde das jetzt noch bekannte Schwimmbad Waldkirch am Stadtrain gebaut.
- 1968 Bau des Kollnauer Schwimmbades

## Tischtennis
Tischtennis als anerkannte schnellste Einzelsportart der Welt wird in Waldkirch seit 1933 organisiert im Verein gespielt. Als zweitältester Verein in Südbaden kann man auf eine langjährige und erfolgreiche Vereinsgeschichte zurückblicken. Seit 1946 ist die Tischtennisabteilung eine Abteilung im Gesamtsportverein SV Waldkirch.
Heute wird Waldkircher Tischtennissport in zwei Damenmannschaften, drei Herrenmannschaften und zwei Jugendmannschaften gespielt. Die erste Mannschaften der Damen und Jugend spielen dabei jeweils auf südbadischer Ebene in der Landesliga.
Die Abteilung zählt rund 100 Mitglieder, von denen knapp 50 aktiv den Sport in einer Mannschaft betreiben.

## Turnen
Die Abteilung Turnen ist mit knapp 800 Mitgliedern die größte Abteilung des SV Waldkirch.

### Geschichte
Die Geschichte des Turnens in Waldkirch reicht bis ins Jahr 1845 zurück, das heißt in die Zeit unmittelbar vor der badischen Revolution.
1880 wurde dann der Turnverein Waldkirch (TV) gegründet, dessen Nachfolge nach dem Ende des Zweiten Weltkriegs die heutige Turnabteilung des Sportvereins Waldkirch (SVW) angetreten hat.

## Volleyball
Nach den begeisternden Volleyballspielen bei den Olympischen Spielen in München, lud man auch in Waldkirch am 17. Oktober 1973 zu einem „Übungsabend Volleyball“ in die Kreisturnhalle ein. Die Resonanz übertraf die kühnsten Erwartungen, denn mehr als 60 Personen drängten sich in der Halle. 1974 wurde die Abteilung Volleyball gegründet und eine Herrenmannschaft begann mit den Rundenspielen.
Heute zählt die Volleyballabteilung um die 100 Mitglieder und unterteilt sich in vier Bereiche:
- die weibliche Jugend,
- die erste Damenmannschaft (Verbandsliga) sowie die zweite Damenmannschaft (Kreisliga Nord),
- die zwei Freizeitmannschaften, den Volleyfanten und den Netzrollern und
- die Badmintongruppe